# Arroyo Guayabos
El arroyo Guayabos es un curso de agua uruguayo que atraviesa el departamento de  Salto perteneciente a la cuenca hidrográfica del Río de la Plata.
Nace en la Cuchilla del Arbolito y desemboca en el arroyo Arerunguá.
En sus cercanías se desarrolló la llamada Batalla de Guayabos, o batalla de Arerunguá (Banda Oriental, 10 de enero de 1815) fue un combate que resultó en victoria de los orientales (las fuerzas de José Artigas), comandadas por Fructuoso Rivera frente a las tropas del Directorio de Buenos Aires. 